# Saturno Park

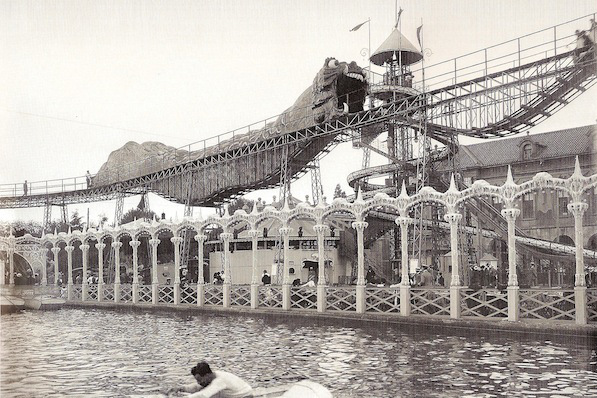
Montaña rusa Los Urales, Saturno Park

Saturno Park fue un parque de atracciones situado en el parque de la Ciudadela de Barcelona (España). Inaugurado en 1911, tuvo una vida corta, ya que desapareció diez años después, en una reforma jardinística efectuada en el parque de la Ciudadela en 1921. En su día, fue el lugar de ocio predilecto de los barceloneses.

## Historia

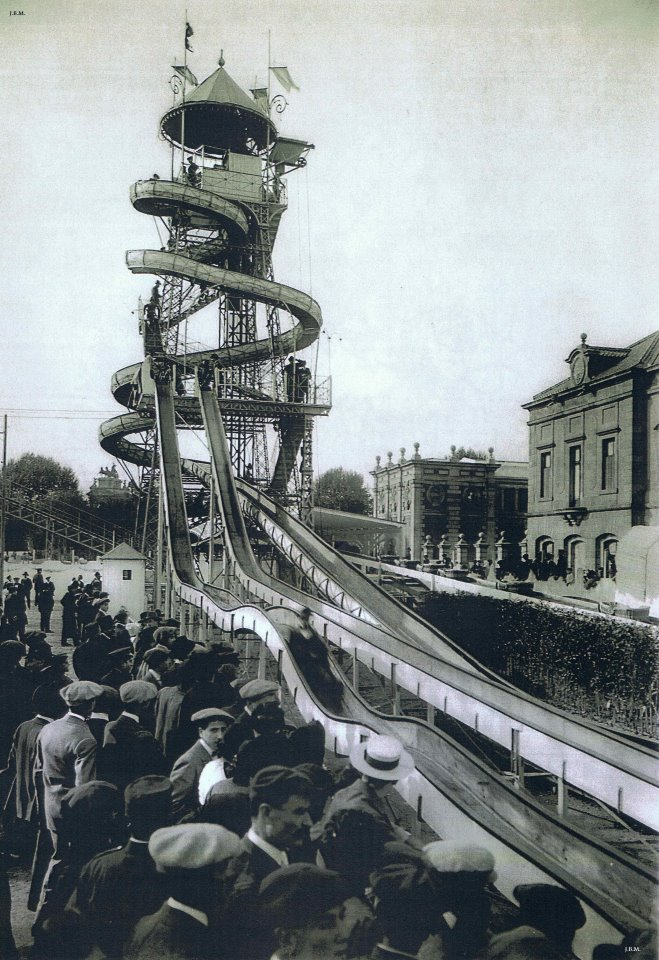
El Gran Tobogán

Estaba situado en el parque de la Ciudadela, un terreno anteriormente perteneciente al ejército, donde se emplazaba la fortaleza de la Ciudadela, y ganado para la ciudad en 1868. El proyecto de remodelación del parque se encargó a Josep Fontserè en 1872, quien diseñó unos amplios jardines para esparcimiento de los ciudadanos, y junto con la zona verde proyectó una plaza central y un paseo de circunvalación, así como una fuente monumental y diversos elementos ornamentales, dos lagos y una zona de bosque. Este parque sería el núcleo principal de la posterior Exposición Universal de 1888.
El espacio de ocio bautizado como Saturno Park estaba situado en la plaza de armas de la antigua fortaleza, frente al arsenal, uno de los pocos edificios que se mantuvo del antiguo enclave militar, que hoy día acoge la sede del Parlamento de Cataluña.
El parque de atracciones fue inaugurado el 26 de mayo de 1911. Unos días después de la inauguración un anuncio en el diario La Vanguardia informaba de sus atracciones:

Los Urales. Montañas Rusas. Water Chutt. Patín siglo XX. Carroussel electrocircular. Aparato de diversiones marítimas. Tiro automático. Próximamente inauguración del Cabaret du Néant. Grandes conciertos por las bandas de los regimientos de Alcántara y Vergara.

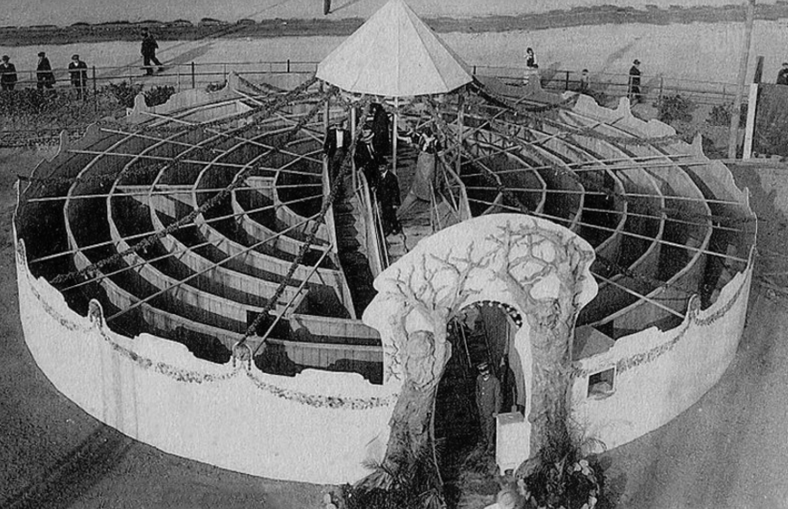
El Laberinto

La principal atracción del parque eran las montañas rusas Los Urales, que incluían un tramo cubierto con forma de gusano (o dragón) que daba la sensación de tragarse las vagonetas, provocando el susto de la gente. Destacaban también: el Water Chutt, un tobogán con una vagoneta que bajaba por una rampa hasta un lago; el Gran Tobogán, una torre cilíndrica con varios canales en espiral para bajar deslizándose por ellos; y Witching Waves, una pista de coches eléctricos.
Otras atracciones eran: columpios, una pista de patinaje (Skating Ring), un aeroplano deportivo, el Pim Pam Pum (o La Taberna de la Destrucción), El Laberinto de la Escalera Diabólica, un ferrocarril panorámico, etc. El parque contaba también con un café con terraza y una sala de cine.
En su día fue un espacio muy popular, que sucedió en el entretenimiento social al parque de los Campos Elíseos (1853-1875), situado en el paseo de Gracia, y precedió al del Gran Casino de la Arrabassada, creado el mismo año que el Saturno Park; al del Turó Park, creado al año siguiente; y al parque de atracciones del Tibidabo, inaugurado en 1917.
El recinto cerró en 1921, y en su lugar se instaló un jardín proyectado por Jean-Claude Nicolas Forestier, donde destaca un estanque ovalado con la célebre escultura Desconsuelo, obra de Josep Llimona.